# Ryūtarō Nakamura (cyclisme)
Pour l'intervalliste, animateur et réalisateur japonais, voir Ryūtarō Nakamura.
Ryūtarō Nakamura (中村 龍太郎, Nakamura Ryūtarō, né le 24 décembre 1990) est un coureur cycliste japonais.

## Biographie
En 2015, il devient champion du Japon du contre-la-montre.

## Palmarès sur route

### Par année
- 2014
  - 3e du Hell of the Marianas
- 2015
  -  Champion du Japon du contre-la-montre
  - Hell of the Marianas
- 2017
  - 3e du Tour de Bintan

### Classements mondiaux
| Année         | 2015 | 2016 |
| ------------- | ---- | ---- |
| UCI Asia Tour | 245e | 652e |

## Palmarès sur piste

### JICF International Track Cup
- 2016
  - 1er de la poursuite par équipes
  - 1er de la vitesse par équipes

### Championnats nationaux
- 2016
  - 3e du championnat du Japon de l'omnium